# Tomba Franco Adamo
Die Tomba Franco Adamo, auch Tomba 6438 (Grab 6438), ist ein ausgemaltes etruskisches Kammergrab mit Satteldach, das in die Mitte des fünften Jahrhunderts v. Chr. datiert. Es wurde im Jahr 2022 entdeckt und befindet sich in der Monterozzi-Nekropole bei Tarquinia.
Das Grab fand sich beraubt. Zu den noch übrig gebliebenen Grabbeigaben gehört attische Keramik. Die Malereien der Kammer sind nicht gut erhalten. Auf der linken Wand sind Tänzer und Tänzerinnen dargestellt. Im Zentrum sieht man einen Flötenspieler. Auf der Rückwand sieht man eine Frau, vielleicht die Grabinhaberin, und zwei junge Männer. Die Wand ist besonders schlecht erhalten. Ungewöhnlich sind die Darstellungen auf der rechten Wand, wo eine Schmiede dargestellt ist. Vielleicht handelt es sich um eine Referenz an Hephaistos, den Gott der Schmiedekunst.
Das Grab wurde dem Restaurator Franco Adamo gewidmet, der 2022 starb.